# Feras que Foram Homens (filme)
Three Came Home (bra/prt: Feras que Foram Homens) é um filme estadunidense de 1950, do gênero drama bélico-biográfico, dirigido por Jean Negulesco, estrelado por Claudette Colbert, e coestrelado por Patric Knowles, Florence Desmond e Sessue Hayakawa. O roteiro de Nunnally Johnson foi baseado no livro de memórias homônimo de 1947, de Agnes Newton Keith.
A trama, baseada em eventos reais, retrata a história de vida de Agnes Newton Keith no Bornéu do Norte no período que antecedeu a invasão japonesa em 1941. Ela enfrentou aprisionamento e sofrimento, separada de seu marido Harry, com um filho pequeno para cuidar. Inicialmente detida na Ilha Berhala, perto de Sandakan, Bornéu do Norte (hoje conhecido como Sabá), Agnes passou a maior parte de seu cativeiro no Campo Batu Lintang, em Kuching, Sarauaque. O campo foi libertado em setembro de 1945.
A produção agora está em domínio público, disponível para assistir na íntegra gratuitamente.

## Sinopse
Agnes Newton Keith (Claudette Colbert) e seu marido Harry Keith (Patric Knowles) são residentes de Bornéu do Norte há anos. Harry é um oficial britânico, enquanto Agnes, uma autora estadunidense, escreveu um livro bem conhecido no país. Suas vidas são interrompidas quando os japoneses invadem em dezembro de 1941. Com homens enviados para um campo de prisioneiros, e mulheres e crianças para outro, o casal precisa sobreviver separado, apesar do tratamento cruel de seus captores. Por três anos, sua resistência física será testada por grandes desafios, como a malária e guardas de prisão sádicos.

## Elenco
- Claudette Colbert como Agnes Newton Keith
- Patric Knowles como Harry Keith
- Florence Desmond como Betty Sommers
- Sessue Hayakawa como Coronel Tatsuji Suga
- Sylvia Andrew como Henrietta
- Mark Keuning como George Keith
- Phyllis Morris como Irmã Rose
- Howard Chuman como Tenente Nekata

Não-creditados
- Devi Dja como Ah Yin
- Jerry Fujikawa como Soldado Japonês
- Douglas Walton como Prisioneiro Australiano
- As mulheres prisioneiras foram interpretadas por Drue Mallory, Carol Savage, Virginia Kelley, Mimi Heyworth e Helen Westcott.[12]

## Produção
Em março de 1949, a Showmen's Trade Review relatou que o contrato de Jean Negulesco com a 20th Century-Fox havia sido prorrogado por um ano, e que ele dirigiria o filme. Nessa época, Olivia de Havilland estava sendo considerada para o papel principal. Nunnally Johnson foi escalado para escrever o roteiro e produzir o filme.
Florence Desmond estava filmando em Las Vegas quando a 20th Century-Fox a convidou para fazer um teste para um papel. Este foi o primeiro filme em que ela dividiu a tela com Claudette Colbert. Alan Marshal foi escalado em abril de 1949. Kermit Whitfield fez sua estreia cinematográfica no papel de tenente-comandante.
As filmagens começaram em 4 de maio de 1949 e foram concluídas em 26 de junho daquele ano. A segunda unidade da produção gravou em locações em Bornéu do Norte por quatro semanas. Após a conclusão das filmagens principais, Colbert disse a Negulesco: "Você sabe que não costumo exagerar, então espero que acredite quando digo que trabalhar com você foi a experiência mais estimulante e feliz de toda a minha carreira". Ela quebrou as costas durante as filmagens de uma das cenas violentas. No entanto, durante o processo de edição final, esta cena em particular foi removida. Outra cena, mostrando a personagem de Colbert conversando com um guarda japonês, também foi cortada.
Este foi o primeiro filme estadunidense em que Sessue Hayakawa falou japonês, sua língua nativa. Durante as filmagens das cenas no campo de concentração, Colbert não usou maquiagem. Nas cenas em que ela teve que cruzar uma cerca de arame farpado, ela usou uma roupa íntima de couro para se proteger. Colbert também teve que fazer dieta, juntamente com o restante do elenco, para emagrecer bastante e sua personagem ficar mais condizente com a situação de Keith na época.
A 20th Century-Fox adicionou o filme em um pacote de 8 para exibidores, concedendo-lhes o direito de escolher quais produções gostariam de distribuir. O estúdio contratou o psicólogo infantil e conselheiro doméstico Peter Blos para auxiliar na promoção do filme. Sob sua orientação, um anúncio foi concebido para destacar o elemento familiar presente na história do filme, sendo veiculado em publicações com uma circulação superior a 30 milhões.
A Legião Nacional da Decência classificou o filme como "A II", indicando que era considerado aceitável para adultos, mas com ressalvas específicas ou elementos questionáveis.
A resposta à pré-estreia foi positiva, embora Colbert não tenha comparecido à estreia devido a sua lesão nas costas. Uma exibição gratuita foi organizada pela Illini Union Student Activities durante a Union Movie Week em fevereiro de 1953. A Seven Arts Associated incluiu o filme no volume 8 da box set "Filmes dos Anos 50" em 1963. Após o lançamento, o estúdio colocou o cenário à venda por US$ 35.000, incluindo uma plantação de borracha. Na França, o filme também foi distribuído como "Captives à Bornéo".

## Recepção
Após o lançamento do filme em fevereiro de 1950, Bosley Crowther, em sua crítica para o The New York Times, afirmou que o filme "promete se destacar como um dos mais fortes do ano":
"O desempenho da Srta. Colbert é uma exibição lindamente modulada de humores, paixões e explosões sob estresse e tensão inumanos e antinaturais. E a caracterização do coronel japonês pelo Sr. Hayakawa é uma rara conquista. Mas Patric Knowles também está excelente como o marido britânico da Sra. Keith, de quem ela se separa precocemente, e Florence Desmond está maravilhosa como uma detenta alegre no campo de prisioneiros. Na verdade, um pequeno rapaz chamado Mark Keuning contribui de forma inestimável como o filho de 4 anos da autora, a quem ela se agarra desesperadamente durante seu sofrimento. Feito em cenários realistas, que vividamente transmitem a maldade dos campos de prisão na selva, e dirigido por Jean Negulesco para credibilidade física e emocional, Three Came Home é um filme abrangente. Vai chocar você, perturbar você, arrancar seu coração. Mas também vai encher você completamente de grande respeito por uma alma heroica".
Em 20 de março de 1950, "Three Came Home" foi considerado o "Filme da Semana" pela revista Life. De acordo com a revista Variety, "a autobiografia profundamente comovente de Agnes Newton Keith ... foi transformada da página para o celuloide sem amenizar o impacto angustiante do livro ... Muitas das cenas são emocionantes no melhor sentido da palavra". Em agosto de 1976, Leslie Halliwell descreveu o filme como "bem-feito, angustiante", atribuindo-lhe 2/4 estrelas, uma classificação raramente concedida.
Uma crítica publicada no TimesDaily observou que Colbert interpretou um "[papel] infrequentemente dramático" e elogiou a autenticidade da produção. Harold V. Cohen, em sua crítica para o Pittsburgh Post-Gazette, elogiou as atuações dos atores e escreveu que a história "atinge a cabeça e o coração como um chicote, deixando um nó na garganta". Ele ainda afirmou que o filme era "uma saga absorvente do sangue, do suor e das lágrimas, longe dos campos de batalha da Segunda Guerra Mundial".
Kaspar Monahan, para o The Pittsburgh Press, escreveu que não havia "visto nenhum outro filme que lida tão justamente com os japoneses, retratados como indivíduos e não como tipos". Ele elogiou a autenticidade do filme e os membros do elenco, especialmente Hayakawa e Colbert. Ele concluiu sua crítica escrevendo: "Deveria ser visto como um tributo ao espírito humano valente". Herb Miller, em sua crítica para o Sunday Herald, afirmou que não era uma "produção bonita", mas uma "verdadeira". Ele considerou as atuações excelentes, mas elogiou Hayakawa escrevendo: "Hayakawa domina cada cena em que aparece. É uma caracterização que estará entre as melhores da temporada".
Mitch Woodbury, para o Toledo Blade, escreveu que o filme "arrancaria" o coração do espectador. Ele o chamou de um "drama cinematográfico finamente feito", "habilmente interpretado" e "realisticamente dirigido". O Sunday Herald elogiou a "atuação sincera e memorável" de Colbert, a autenticidade do filme, e o chamou de "surpreendentemente contido". No entanto, criticou a direção de Negulesco, afirmando que ele "[havia] errado novamente".
Em maio de 1985, e coincidindo com o retorno de Colbert à Broadway em uma produção de "Aren't We All?", Howard Thompson revisou o filme em antecipação à sua "rara exibição na televisão", no USA Network. Ele chamou-o de "um pico na longa e distinta carreira de Srta. Colbert em Hollywood" e um "filme forte e compassivo que evoca vividamente o horror e a futilidade sombria da guerra". O filme retrata a "fortitude, tenacidade e amor desesperados das mulheres ... A representação honesta e fervorosa de Srta. Colbert – a mesma Srta. Colbert que agora magnetiza a Broadway – espelha tudo isso". Thompson repetiu seu endosso ao filme doze anos depois, dessa vez no History. O historiador de cinema Daisuke Miyao escreveu na biografia "Sessue Hayakawa: Silent Cinema and Transnational Stardom" que o papel de Hayakawa era semelhante aos que ele interpretou nos filmes mudos: "uma posição intermediária entre civilizado e 'ameaça oriental'". Uma crítica publicada no Movie Makers elogiou o diretor por "[montar] um drama admiravelmente honesto sobre guerra, mulheres e crianças.
No Rotten Tomatoes, site agregador de críticas, 100% das 9 críticas do filme são positivas, com uma classificação média de 7,6/10.

### Bilheteria
A produção foi bastante popular nas bilheterias britânicas. Nos Estados Unidos, o filme arrecadou US$ 1.900.000.

## Prêmios e indicações
| Ano  | Cerimônia                        | Categoria        | Indicado                            | Resultado | Ref.   |
| ---- | -------------------------------- | ---------------- | ----------------------------------- | --------- | ------ |
| 1950 | Vichy Film Festival              | Melhor filme     | Nunnally Johnson & Darryl F. Zanuck | Venceu    | [ 24 ] |
| 1950 | Vichy Film Festival              | Melhor atriz     | Claudette Colbert                   | Venceu    | [ 24 ] |
| 1951 | Freedom's Foundation Film Awards | Produção Notável | Produção Notável                    | 4.º Lugar | [ 60 ] |